# Ospo (Capodistria)
Ospo (in sloveno Osp) è un insediamento (naselje) di Capodistria di 166 abitanti, situato nella valle dell'omonimo fiume e nei pressi della stessa sorgente, al confine geografico tra l'Istria settentrionale ed il Carso, a 2 km dal confine italiano presso Crociata di Prebenico.

Comprende anche la frazione di Mlinari.

## Storia
La strada che attraversa la valle dell'Ospo e che conduce a Lonche fu costruita dai Romani.

Dopo la caduta dell'Impero romano d'Occidente, e la parentesi del Regno ostrogoto fino al 539, in Istria si insediarono i bizantini che in seguito subirono la penetrazione temporanea nella penisola dei Longobardi. Dopo una parentesi di dominazione longobarda dal 751 ad opera del loro re Astolfo, l'Istria tornò in mani bizantine dal 774.
Nel 788 Carlo Magno, re dei Franchi, occupò l'Istria inglobandola nel Regnum Italiae affidato da Carlo al figlio Pipino; nell'803 venne istituita la Marchia Austriae et Italiae che comprendeva il Friuli, la Carinzia, la Carniola e l'Istria. Alla morte di Pipino nell'810, il territorio passò in mano al figlio Bernardo.
Con la morte di Carlo Magno nell'814 la carica imperiale passò a Ludovico I che affidò il Regno d'Italia al suo primogenito Lotario, il quale già nell'828 (dopo aver deposto Baldrico per non aver saputo difendere le frontiere orientali dagli Slavi) divise la parte orientale del Regno, ossia la Marca Orientale (o del Friuli), in quattro contee: Verona, Friuli, Carniola e Istria (comprendente il Carso e parte della Carniola interna).
In seguito al Trattato di Verdun, nell'843, il suo territorio entrò a far parte della Lotaringia poi assegnate al marchese Eberardo a cui succedettero prima il figlio Urnico e poi l'altro figlio Berengario.
Cessato il dominio franco con la deposizione di Carlo il Grosso, Berengario, divenuto re d'Italia, passò il marchesato aquileiese al suo vassallo Vilfredo che venne poi nell'895 da lui nominato marchese del Friuli e dell'Istria.
Nel 952 l'imperatore Ottone I obbligò il re d'Italia Berengario II a rinunciare alle contee “Friuli et Istria”, unendole al Impero romano-germanico e subordinandole al ducato di Baviera tenuto dal suo fratellastro Enrico I a cui successe il figlio Enrico II.

Nel 976 passò al Ducato di Carinzia appena costituito dall'imperatore Ottone II.
Nel 1040, dopo la morte l'anno prima di Corrado II, Enrico III di Franconia fece del resto dell'Istria una marca a sé, per dare a questa provincia un'organizzazione più adatta alla difesa e per indebolire i duchi di Carinzia, ai quali l'Istria era sottomessa. La nuova marca istriana divenne così “provincia immediata e feudo diretto dell'Impero”, L'autorità marchionale della nuova Marchia et Comitatus Histriae venne pertanto conferita dall'imperatore al conte Volrico od Urlico I della casa Weimar – Orlamünde.
Nel 1064, assieme ad altre “ville” dell'Istria settentrionale soggette al fisco imperiale, fu donato da Enrico IV, per la mediazione del conte Volrico od Urlico I della casa Weimar – Orlamünde, al vescovo di Frisinga,
Nel 1077 l'imperatore Enrico IV costituì il Principato ecclesiastico di Aquileia che ebbe influenza, mediante apposito diploma emesso lo stesso anno, anche sulla marca di Carniola e sulla contea dell'Istria.

Fu per secoli territorio di Trieste sotto i patriarchi e dopo la pace di Treviso (1291, che affidava Capodistria e la fascia costiera occidentale istriana alla crescente potenza della Serenissima), il suo territorio venne affidato, assieme all'alta valle Risano, al comune di Trieste, al tempo nemico del patriarca.
 
Dopo la Pace di Torino del 1381, suggellata dopo la fine della guerra tra i Genovesi e i Veneziani, il comune di Trieste, e così i suoi domini, rientrarono nei domini del Patriarcato di Aquileia.

I primi insediamenti di famiglie slave nelle campagne di Ospo avvennero nel 1399.
Il 1420 segnò la fine del potere temporale dei patriarchi (in realtà in Istria ciò avvenne appena nel 1451, quando essa venne riconosciuta dal papato e dall'impero, con la firma di un trattato tra Venezia e il patriarca) ed Ospo passò sotto il dominio dei duchi d'Austria.

Nel 1478, durante un'incursione di bande armate turche (una parte delle quali percorrendo la valle dell'Ospo raggiunsero anche Moccò, mentre il grosso del contingente scese la valle del Risano seminando terrore e morte tentando di travolgere Capodistria), il paese fu totalmente distrutto.
Nel 1500 passò sotto il dominio veneziano e nel 1511 il conte di Frangipane, comandante delle truppe austriache, riconquistò il fortilizio dopo una giornata di dura battaglia.

Essendo zona prossima al confine fra le due potenze che si fronteggiavano in Istria, fu sottoposto a continue aggressioni da ambedue i contendenti.

Nel 1512 il castello di Ospo era in mano agli imperiali austriaci; durante una tregua concordata dai belligeranti, la guarnigione, composta da gente del luogo, si ribellò e si consegnò ai Veneti. L'anno seguente i Triestini, sudditi austriaci, tentarono inutilmente la sua riconquista.
Nell'ottobre del 1615 Ospo fu saccheggiata e bruciata dagli Uscocchi, alleati degli Austriaci.

Ospo rimase sempre in mano ai veneti al confine con San Servolo in mano asburgica.
Caduta la Serenissima, con la Pace di Presburgo seguì il destino degli ex possedimenti veneziani entrando per un breve periodo nel Regno d'Italia napoleonico.
Col Trattato di Schönbrunn del 1809 entrò a far parte delle Province Illiriche per entrare poi in mano austriaca col Congresso di Vienna nel 1815 nel Regno d'Illiria come comune autonomo; passò in seguito sotto il profilo amministrativo al Litorale austriaco nel 1849 come frazione del comune di Dolina.
Dopo la prima guerra mondiale passò al comune di Villa Decani, nella Provincia dell'Istria (Italia).
Fu soggetto alla Zona d'operazioni del Litorale adriatico (OZAK) tra il settembre 1943 e il maggio 1945. Fin dal giugno 1945, trovandosi a sud della Linea Morgan, entrò nella zona ad amministrazione jugoslava della Venezia Giulia e a seguito del Trattato di Parigi nel 1947 della zona B del Territorio Libero di Trieste (ad amministrazione jugoslava) ma confinante immediatamente ad est con la Jugoslavia; a seguito del Memorandum di Londra, dal 1954 entrò definitivamente a far parte della Jugoslavia; dal 1991 fa parte della Slovenia.

## Corsi d'acqua
Rio Ospo (Osapska Reka); Torrente Menariolo (Vinjanski potok); torrente di S. Servolo (Zasedski potok); torrente Prebenich (Prebenški potok)

## Galleria d'immagini

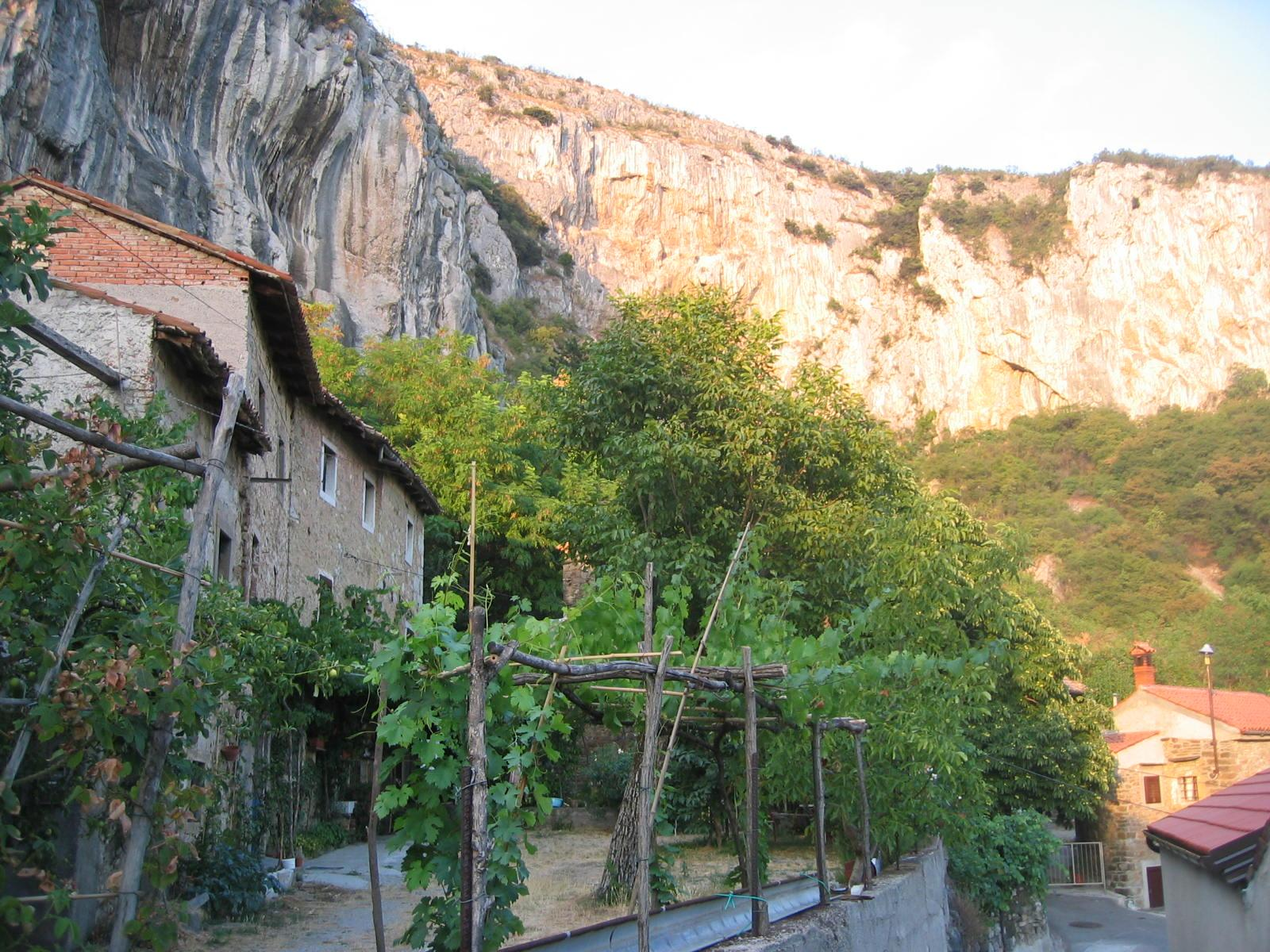
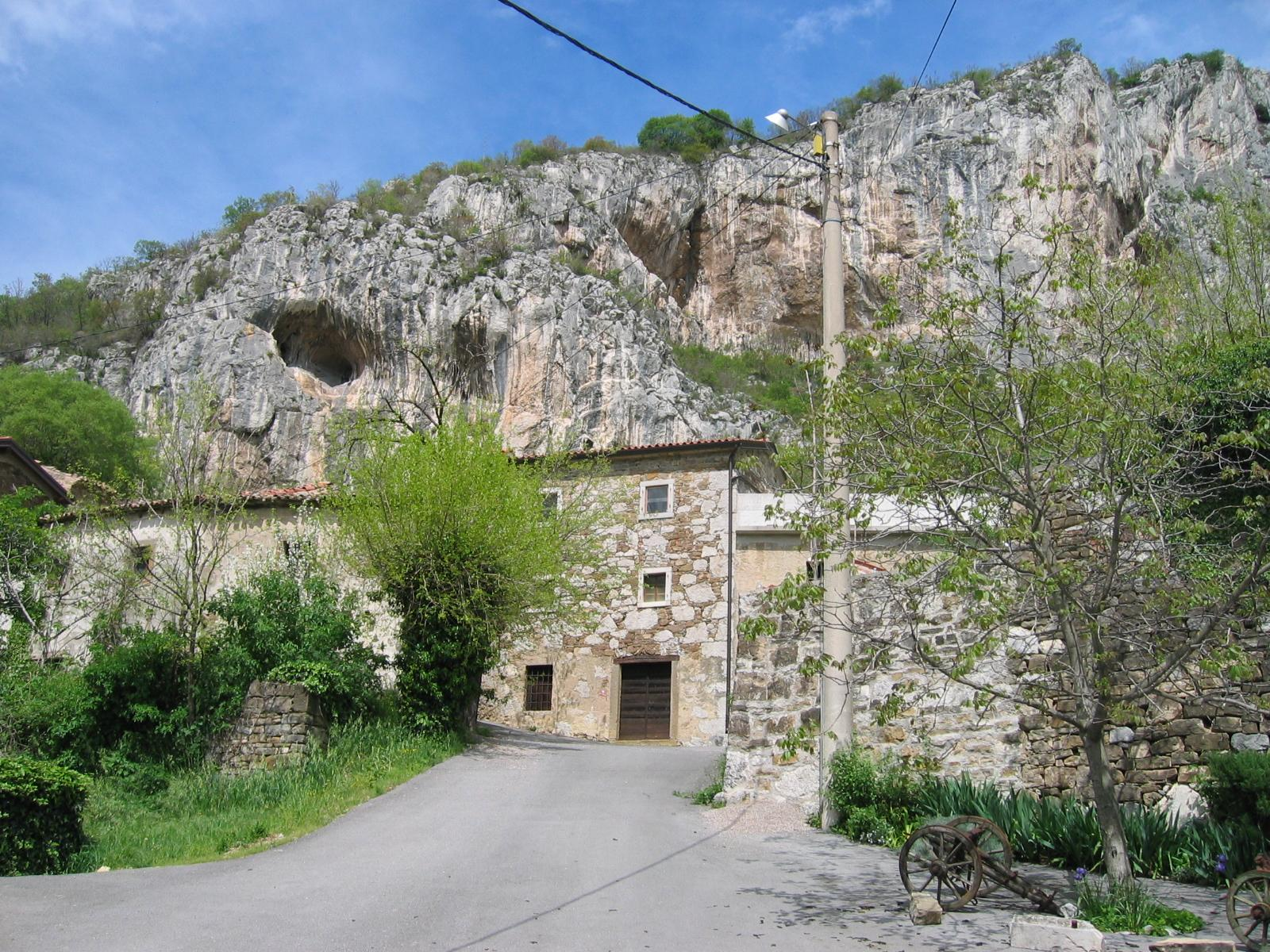
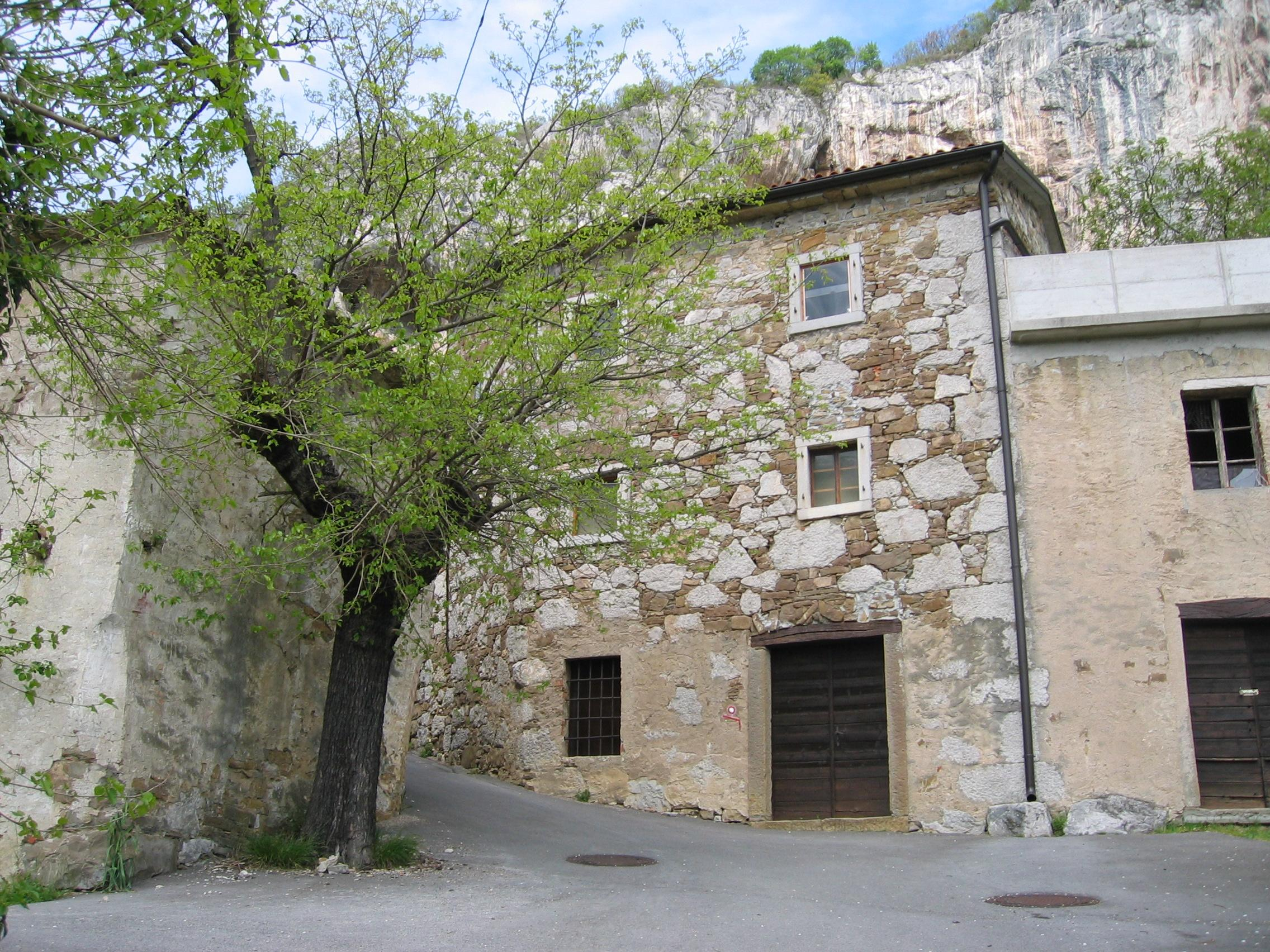
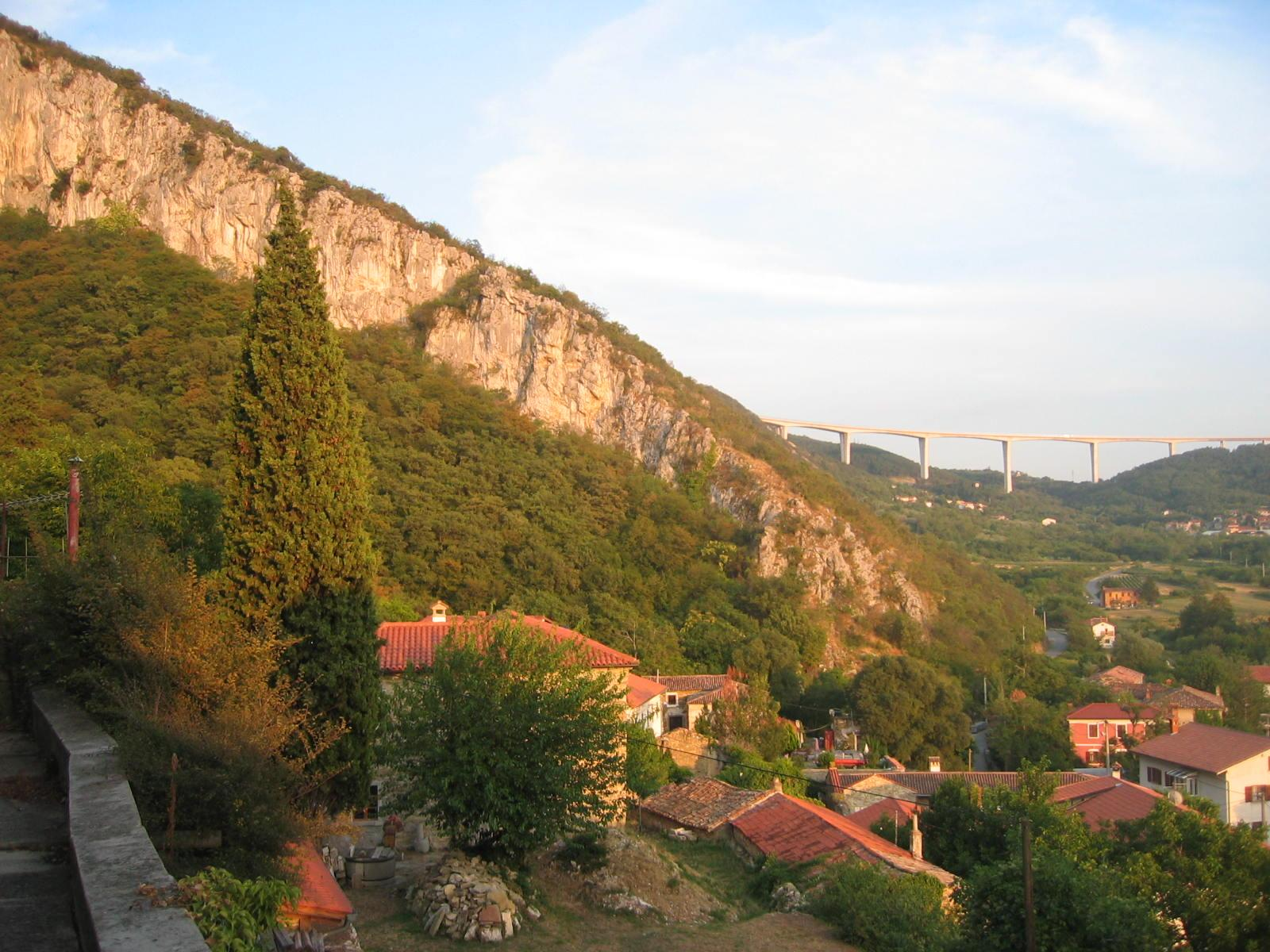
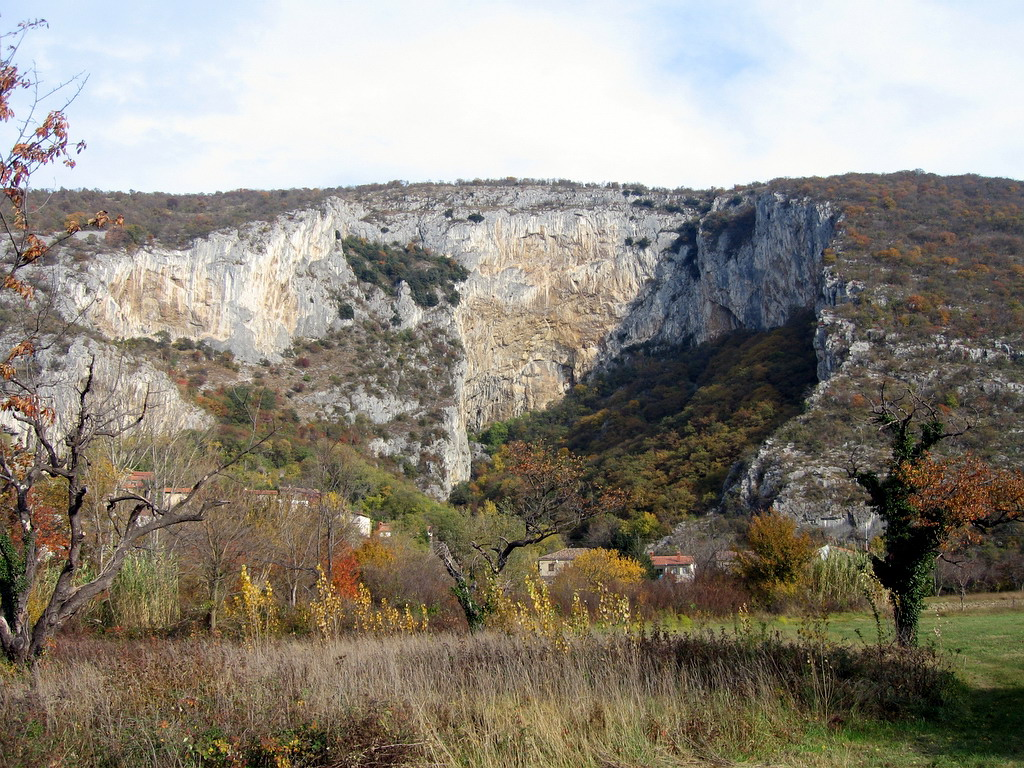

## Alture principali
Kal, 208 m; Vignano (Vinjan), 178 m